# CYCLADES
CYCLADES war ein französisches Versuchsprojekt unter der Leitung von Louis Pouzin, das zum Ziel hatte, ein globales Telekommunikationsnetz zu schaffen, das auf dem Austausch von Datenpaketen beruht. Das Projekt wurde 1971 ins Leben gerufen und 1978 wegen geänderter Prioritäten für Frankreichs Staatshaushalt und vor allem weil man die Gefahr für das staatliche Telekommonopol erkannt hatte, zu Gunsten von Transpac (X.25), dem Backbone von Minitel, aufgegeben. Einige Entwicklungen des CYCLADES-Projekts stellen Schlüsseltechnologien dar, die das heutige Internet erst ermöglicht haben.

## Entstehung
Im Jahr 1970 wurde aufgrund des Besuchs einer französischen Delegation bei BBN Technologies in den USA das Projekt Arpanet, eines der Vorgänger des Internets, in Frankreich bekannt. Dadurch wurde Interesse für das Konzept eines dezentralen Netzwerks geweckt. Zur selben Zeit gab es in Frankreich nur zweckgebundene Datennetze, die einzelnen Organisationen vorbehalten waren. In der Folge entstand das Projekt CYCLADES.

## Besonderheiten

### CIGALE und das Datagramm
Bei CYCLADES entschied man sich, wie auch schon bei früheren technischen Ansätzen (z. B. ARPANET), die Daten für die Übermittlung in Pakete aufzuteilen und sie dann am Bestimmungsort wieder zusammenzusetzen. Im ARPANET verwendete man zu dieser Zeit Virtuelle Verbindungen (Virtual Circuit, VC). Bei CYCLADES kam hingegen erstmals das sog. Datagramm (franz. »datagramme«, analog zu »télégramme« – also ein »Daten-Telegramm«) zum Einsatz – eine verbindungslose Technologie.
Virtuelle Verbindungen sind logische Kanäle, die dadurch entstehen, dass man Bitströme in Pakete aufteilt, um mehrere dieser Bitströme – quasi gleichzeitig – über eine gemeinsame physikalische Nachrichtenverbindung schicken zu können. Damit der Empfänger die einzelnen Pakete den Bitströmen richtig zuordnen kann, werden sie mit einer Verbindungskennung versehen. Es geschieht also nichts anderes, als dass mehrere physikalische Nachrichtenverbindungen simuliert werden, um Leitungen zu sparen.
CIGALE (franz. für Zikade), die für die Paketvermittlung verantwortliche Schicht von CYCLADES, ging nun einen Schritt weiter. Anstelle des Aufbaus von virtuellen Verbindungen werden die Datenpakete mit der jeweiligen Quell- und Zieladresse versehen. Jedes einzelne Paket eines Bitstroms kann sich nun frei und unabhängig von den anderen Paketen seinen Weg durch das Netzwerk bahnen.
Diese Methode war das Vorbild für die Protokollsuite TCP/IP, die ab 1973 für das ARPANET entwickelt wurde und am 1. Januar 1983 das bis dahin verwendete Network Control Program (NCP) ersetzte – aus Sicht der Technik der Anfang des heutigen Internets.

## Bedeutung für das heutige Internet
Die Wissenschaftler, die an der Entwicklung von CYCLADES und ARPANET beteiligt waren, pflegten einen Erkenntnisaustausch und wirkten teilweise sogar an beiden Projekten mit. Dies führte zu einem signifikanten Technologietransfer in beide Richtungen.

## Referenzen
- Louis POUZIN (1973): »Presentation and Major Design Aspects of the CYCLADES Computer Network«. Proceedings of the NATO Advanced Study Institute on Computer Communication Networks, 415–434, Sussex, United Kingdom: Noordhoff International Publishing.
- Louis POUZIN (1974): »CIGALE, the packet switching machine of the CYCLADES computer network«. Proc of IFIP, 155–159.
- Louis POUZIN (1975): »The CYCLADES network-present state and development trends«. Symposium on Computer Networks, 8–13, Gaithersburg, Maryland: IEEE Computer Society.